# Khâmerernebty (fille de Niouserrê)
Pour les articles homonymes, voir Khâmerernebty.
Khâmerernebty, née vers -2430, est une princesse égyptienne, fille du pharaon Niouserrê et de la reine Rêpoutnoub (Ve dynastie).
Elle épouse Ptahchepsès, vizir du roi. Leurs enfants sont mentionnés dans la tombe de Ptahchepsès à Abousir : leurs fils, Ptahchepsès (II ou « le jeune »), Qednes et Hemakhti, et une fille, Mérititès qui avait le titre de « Fille du roi », même si elle n'est que la petite-fille d'un roi.

## Sépulture
Elle est inhumée dans un sarcophage massif à côté de celui, encore plus imposant, de son époux dans le caveau funéraire du grand mastaba qu'il fit édifier dans la nécropole royale d'Abousir.
Khâmerernebty a également partagé le mastaba inachevé des princesses, situé près de l'angle nord-est de la pyramide de Niouserrê, avec Mérititès et un courtisan nommé Kahotep. Mais ce tombeau n'a apparemment jamais été utilisé.